# Cezary Ruszkowski

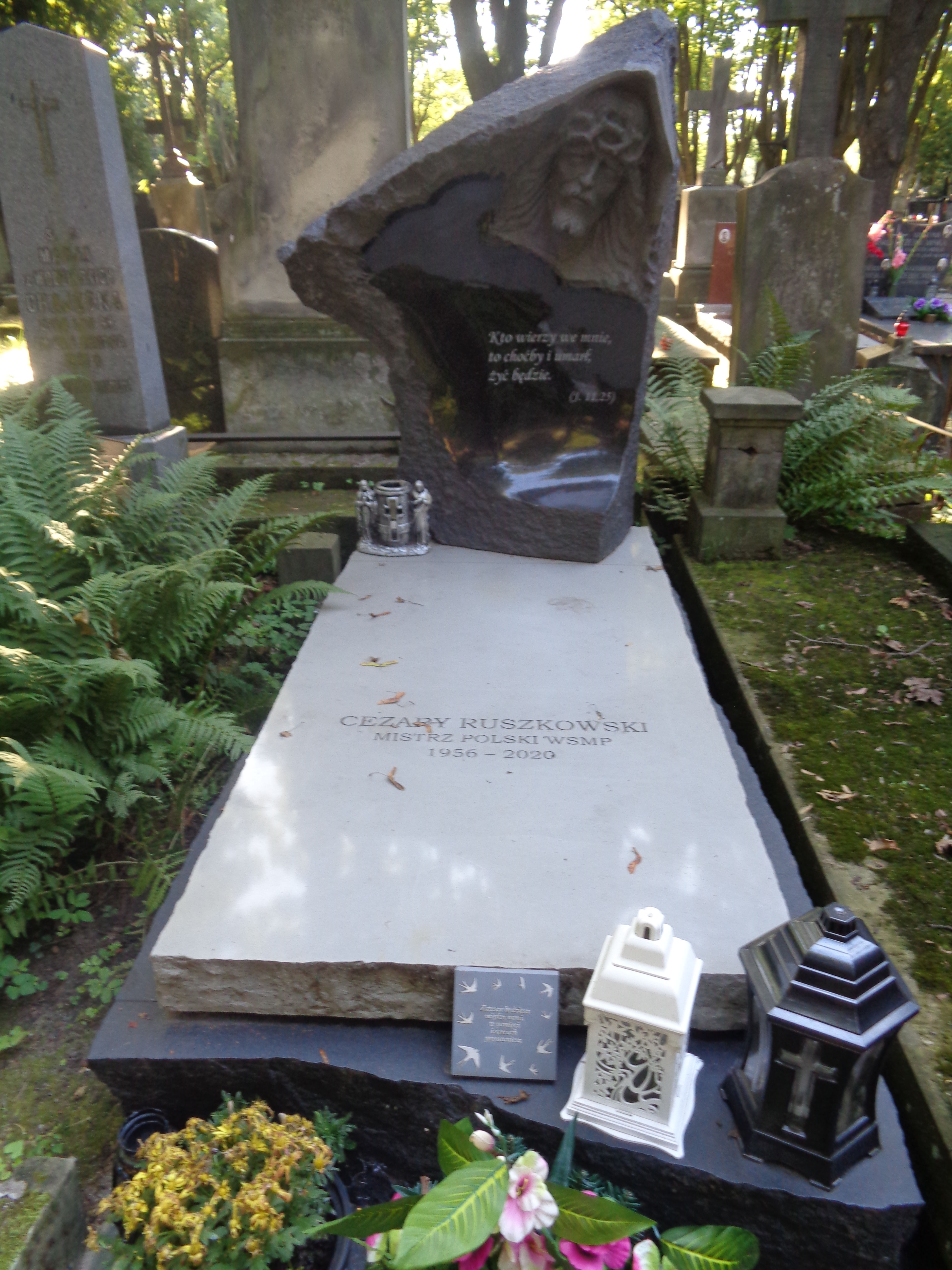
Nagrobek Cezarego Ruszkowskiego na cmentarzu Powązkowskim w Warszawie

Cezary Ruszkowski (ur. 1956, zm. 22 marca 2020) – polski kierowca wyścigowy.

## Życiorys
Karierę rozpoczął w wieku 18 lat, uczestnicząc Polskim Fiatem 125p w Rajdzie Zima 76 i wygrywając wówczas klasę 8. Na początku lat 80. zadebiutował w Formule Polonia, zdobywając tytuł mistrzowski w 1981 roku. Był również reprezentantem kraju w Pucharze Pokoju i Przyjaźni. W 2003 roku zadebiutował w Polskiej Formule 3. W 2004 roku został wicemistrzem serii, a rok później zajął trzecie miejsce w klasyfikacji. Na dalszym etapie kariery rywalizował również m.in. BMW M3. Współzałożyciel przedsiębiorstwa Cer Motor.
Był absolwentem Politechniki Warszawskiej.
Zmarł 22 marca 2020, pochowany na cmentarzu Powązkowskim.

## Wyniki w Polskiej Formule 3
| Legenda oznaczeń w tabelach wyników Wyświetl szablon na nowej stronie | Legenda oznaczeń w tabelach wyników Wyświetl szablon na nowej stronie                                                                     |
| Oznaczenie                                                            | Wyjaśnienie |
| --------------------------------------------------------------------- | --- |
| Złoty                                                                 | Zwycięzca lub mistrzostwo |
| Srebrny                                                               | 2. miejsce lub wicemistrzostwo |
| Brązowy                                                               | 3. miejsce lub II wicemistrzostwo |
| Zielony                                                               | Ukończył, punktował (w klasyfikacji generalnej, gdy zdobył co najmniej jeden punkt na przestrzeni sezonu, poza trzema powyższymi opcjami) |
| Niebieski                                                             | Ukończył, nie punktował (w klasyfikacji generalnej, gdy nie zdobył co najmniej jednego punktu na przestrzeni sezonu)                      |
| Czerwony                                                              | Nie zakwalifikował się (NZ) |
| Czerwony                                                              | Nie prekwalifikował się (NPK) |
| Różowy                                                                | Nie ukończył (NU) |
| Różowy                                                                | Niesklasyfikowany (NS) (w klasyfikacji generalnej, gdy nie został sklasyfikowany w żadnym wyścigu sezonu)                                 |
| Czarny                                                                | Zdyskwalifikowany (DK) |
| Czarny                                                                | Wykluczony (WYK/EX) |
| Biały                                                                 | Nie wystartował (NW) |
| Biały                                                                 | Kontuzjowany (K/INJ) |
| Biały                                                                 | Wyścig odwołany (OD/C) |
| Bez koloru                                                            | Został wycofany (WYC/WD) |
| Bez koloru                                                            | Nie przybył (NP/DNA) |
| Bez koloru                                                            | Nie brał udziału w treningach (NT/DNP) |
| Bez koloru                                                            | Nie został zgłoszony (–) |
| Pogrubienie                                                           | Start z pole position |
| Kursywa                                                               | Najszybsze okrążenie wyścigu |
| †                                                                     | Nie ukończył, ale jego rezultat został zaliczony ze względu na przejechanie więcej niż 90% dystansu wyścigu.                              |
| *                                                                     | Sezon w trakcie |
| 1/2/3                                                                 | Punktowana pozycja w sprincie kwalifikacyjnym                                                                                             |
| Lista systemów punktacji Formuły 1                                    | |

| Rok  | Zespół                    | Samochód  | Silnik      | Wyniki w poszczególnych eliminacjach | Wyniki w poszczególnych eliminacjach | Wyniki w poszczególnych eliminacjach | Wyniki w poszczególnych eliminacjach | Wyniki w poszczególnych eliminacjach | Wyniki w poszczególnych eliminacjach | Wyniki w poszczególnych eliminacjach | Wyniki w poszczególnych eliminacjach | Wyniki w poszczególnych eliminacjach | Pkt. | Msc. |
| ---- | ------------------------- | --------- | ----------- | ------------------------------------ | ------------------------------------ | ------------------------------------ | ------------------------------------ | ------------------------------------ | ------------------------------------ | ------------------------------------ | ------------------------------------ | ------------------------------------ | ---- | ---- |
| 2003 |                           |           |             | Polska                               | Polska                               | Polska                               | Polska                               | Polska                               | Czechy                               | Polska                               |                                      |                                      | 88   | 4    |
| 2003 | Automobilklub Rzemieślnik | Eufra 391 | Mugen Honda | -                                    | ?                                    | ?                                    | 5                                    | 6                                    | ?                                    | ?                                    |                                      |                                      | 88   | 4    |
| 2004 |                           |           |             | Polska                               | Polska                               | Polska                               | Polska                               | Czechy                               | Czechy                               | Polska                               |                                      |                                      | 176  | 2    |
| 2004 | F.J. Team                 | Eufra 391 | Mugen Honda | 2                                    | 2                                    | 5                                    | 1                                    | 2                                    | 2                                    | NW                                   |                                      |                                      | 176  | 2    |
| 2005 |                           |           |             | Polska                               | Polska                               | Polska                               | Polska                               | Polska                               | Polska                               | Niemcy                               | Niemcy                               | Polska                               | 200  | 3    |
| 2005 | Automobilklub Rzemieślnik | Eufra 391 | Mugen Honda | 2                                    | -                                    | -                                    | 3                                    | 2                                    | 2                                    | 2                                    | 2                                    | NW                                   | 200  | 3    |
| 2006 |                           |           |             | Czechy                               | Czechy                               | Polska                               | Polska                               | Polska                               | Polska                               | Polska                               | Polska                               |                                      | 14   | 7    |
| 2006 | Automobilklub Rzemieślnik | Eufra 391 | Mugen Honda | 3                                    | 3                                    | -                                    | -                                    | -                                    | 3                                    | NW                                   | NW                                   |                                      | 14   | 7    |
| 2007 |                           |           |             | Polska                               | Polska                               | Niemcy                               | Niemcy                               | Polska                               | Węgry                                | Węgry                                | Polska                               | Polska                               | 15   | 7    |
| 2007 | Automobilklub Rzemieślnik | Eufra 391 | Mugen Honda | NU                                   | 4                                    | NW                                   | NW                                   | 3                                    | -                                    | -                                    | -                                    | -                                    | 15   | 7    |